# Diagnostic de performance énergétique
Pour les articles homonymes, voir DPE.
Ce diagnostic, appliqué en France, ne doit pas être confondu avec le certificat de Performance énergétique des bâtiments, applicable en Belgique, ni avec l'Étiquette-énergie des produits électriques et électroniques vendus dans l'Union européenne.

Illustration de l'échelle de consommation d'énergie pour les logements.

Le diagnostic de performance énergétique, ou DPE, est un diagnostic réalisé en France sur des biens immobiliers. En Belgique, l'équivalent est le certificat de performance énergétique des bâtiments (PEB). C'est l'un des documents faisant partie du dossier de diagnostics techniques (DDT). La durée de validité d'un DPE réalisé après le 1er juillet 2021 est de dix ans. Ceux réalisés avant le 1er juillet 2021 et avant le 31 décembre 2017 sont respectivement valides jusqu'au 31 décembre 2024 et jusqu'au 31 décembre 2022.
Le DPE doit être présenté lors de la vente ou de la location des logements et des bâtiments tertiaires (bureaux, hôtel, etc.). Il vise à informer le futur propriétaire ou locataire à propos de la consommation d'énergie du logement ou du bâtiment tertiaire, et de l'efficience du chauffage, de la climatisation et de la production d'eau chaude sanitaire (ECS).
Dans le cadre de la lutte contre l'« habitat indigne » et la précarité énergétique, la mise en location des logements classés G, F et E, dits « passoires thermiques », sera interdite respectivement à partir de 2025 (classe G), 2028 (classe F) et 2034 (classe E). Depuis 2022, les logements de classes F et G font aussi l'objet d'un gel des loyers pour les locataires déjà titulaires d'un bail comme lors d'une relocation et les annonces de vente ou de location portant sur ces logements doivent obligatoirement porter la mention « Logement à consommation énergétique excessive ».
Le DPE est l'objet de critiques tant pour ce qui concerne sa fiabilité que pour l'absence d'évaluation des conséquences que sa mise en œuvre a eu sur un marché locatif déjà fortement sous tension, notamment dans les grandes villes.

## DPE en France

### Présentation et contenu
Le DPE pour un bien immobilier doit comporter quatre parties :
- Consommation annuelle d'énergie exprimée en kWh et en euros ;
- Positionnement en consommation d'énergie primaire / m2 / an et en émission de gaz à effet de serre (GES) / m2 / an ;
- Descriptif du local : le bâti (parois verticales, fenêtres, portes, plafond et plancher), et des systèmes (chauffage, eau chaude sanitaire, ventilation et refroidissement).
- Recommandations d'améliorations énergétiques[5].

### Pratique

#### Estimation de la consommation annuelle
L’estimation des coûts annuels en énergie est indiquée dans le DPE en kWh énergie primaire et dans une fourchette de prix en euros, en utilisant la consommation conventionnelle et le prix moyen des énergies indexés au 1er janvier de l’année en cours.
Elle est indiquée pour une utilisation classique sur 5 usages :
- Chauffage
- Eau chaude sanitaire
- Climatisation
- Éclairage
- Auxiliaires (ventilateurs, pompes)

Les consommations liées à l’électroménager ou à d’autres usages ne sont pas prises en compte dans l’estimation annuelle.
Cette estimation dans le DPE est donnée à titre indicatif, car les factures réelles dépendront du type de consommation par individu, mais également des aléas environnementaux (hiver doux ou froid).

#### Méthodes de calcul du DPE

##### Méthode sur facture
Le calcul sur facture se base sur la consommation réelle du logement étudié. Il consiste à établir une moyenne de consommation énergétique sur les 3 dernières années en utilisant les factures du logement.
(Factures d’électricité, de gaz).
Cette méthode de calcul n’est plus utilisée depuis le 1er juillet 2021, à la suite de l'adoption de la Loi portant évolution du logement, de l'aménagement et du numérique, dite loi ELAN en 2018.

##### Méthode 3CL
Appelée 3CL pour Calcul de la Consommation Conventionnelle des Logements, cette méthode est mise en place pour apporter plus d’objectivité au DPE en supprimant les facteurs subjectifs liés à la consommation.
La méthode 3CL permet d’avoir un calcul plus objectif pour tous les logements, notamment dans certaines situations où le calcul sur facture n’était pas approprié (variation du prix de l’énergie, résidence secondaire sans chauffage, style de consommation).
C'est la méthode de calcul utilisée pour tous les logements depuis juillet 2021.
La méthode a été corrigée pour les logements dont la surface habitable est inférieure à 40m², parue 20 Avril 2024.

#### Calcul du DPE
Le calcul, qui donne un résultat en kWhep / m2 / an, respecte des conventions afin d'obtenir le DPE intrinsèque de l'habitat :
- Température à l'intérieur est à 16 °C (de 22 heures à 6 heures) la nuit et 19 °C le jour (de 6 heures à 22 heures).
- Prise en compte des températures extérieures moyennes base 18 °C, mesurées sur les trente dernières années. La France est divisée en trois zones.
- Présence dans le logis des occupants moyen au mètre carré de 16 heures par jour en semaine et 24 h/j le week-end. La résidence inoccupée est à 16 °C.
- Énergie pour l'eau chaude sanitaire fonction de la surface habitable (conforme au CCH) et de la zone climatique (H1, H2 ou H3). Le débit d'air renouvelé dépend du volume de l'habitation et du taux de renouvellement d'air lié au type de ventilation. À ce débit est ajouté un taux de renouvellement d'air lié aux défauts d'étanchéité du bâti.

#### Évaluation des indicateurs

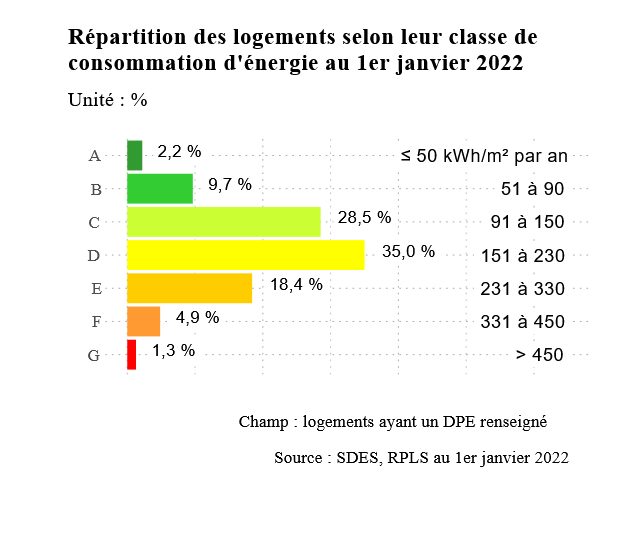
Exemple de présentation d'un indicateur statistiques, pour le logement social de la région Hauts-de-France, au 1er janvier 2022, par classe de consommation énergie 2022 (d'après les DPE)

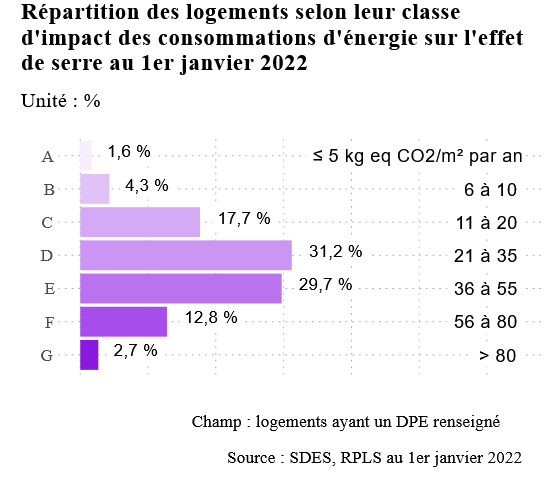
Autre exemple de présentation statistiques (évaluation des émissions équivalent CO2), également pour le logement social en région Hauts-de-France au 1er janvier 2022

Les consommations annuelles d'énergie finale pour toutes les énergies sont ramenées à deux indicateurs. Le premier, un indicateur de consommation d'énergie exprimé en énergie primaire kWhep /(m2.an), la surface considérée est la surface habitable en logement ou la surface thermique (Surface utile x 1,1) en tertiaire ; et le second un indicateur d'impact sur les émissions de gaz à effet de serre exprimé en kgeqCO2 /m2.an.
Le passage des consommations finales à la consommation d'énergie primaire se fait sur la base des facteurs de conversion suivants : facteur 1 pour tous les combustibles fossiles (fioul, gaz naturel…) ; facteur 0,6 pour le bois (choix politique et non physique, pour soutenir la filière bois renouvelable) et un facteur 2,58 pour l'électricité, pour prendre en compte le rendement « global » de l'outil de production de l'électricité en France. Le transport n'est pris en compte pour aucune des énergies. Le calcul des émissions de gaz à effet de serre se fait via le contenu CO2 par type d'énergie.
L'énergie primaire correspond aux consommations « réelles » de ressources. Par convention, l'énergie consommée pour le transport, raffinage et la distribution des énergies fossiles ne sont pas prises en compte (coef. : 1). Le facteur 2,58 affecté à l'électricité traduit les pertes en ligne (environ 3 %), mais surtout les faibles rendements des centrales thermiques (nucléaires ou fossiles). Suivant la RE2020, ce facteur a été ramené à 2,3.

#### Positionnement en consommation et gaz à effet de serre (pour les logements)
Les deux images avec leur dégradé de couleurs (comme pour les réfrigérateurs, congélateurs, etc.) donnent une indication globale visuelle. On passe de la consommation annuelle en énergie finale à une consommation en énergie primaire, exprimée en kWhep/m2/an. Jusqu'à 2021, les classes de consommation étaient définies comme suit :
- 0 - 50 classe A. Les logements les plus performants ; difficilement atteignable en rénovation mais accessible pour la construction neuve au logement conforme au label règlementaire « Bâtiments basse consommation »,
- 51 - 90 classe B. Atteignable en construction neuve à condition de disposer d'un système de chauffage et d'ECS performant (pompe à chaleur, chaudière à condensation, système solaire…), atteignable en rénovation. Concerne certaines constructions neuves conformes au label réglementaire « Bâtiments Basse Consommation »,
- 91 - 150 classe C. Standard dans la construction neuve des maisons chauffées au gaz en France (la RT 2005 impose par exemple à Paris au maximum 130 kWhep/m2/an).
- 151 - 230 classe D. Standard dans la construction neuve des maisons chauffées à l'électricité en France (la RT 2005 impose par exemple à Paris au maximum 250 kWhep/m2/an) Standard des années 1980 et 1990 pour les chauffages à combustibles. Des améliorations substantielles sont facilement atteignables notamment par le remplacement de chaudière et l'isolation des combles et fenêtres, ou par le passage à une pompe à chaleur pour les systèmes électriques.
- 231 - 330 classe E. Des logements avant le premier choc pétrolier ou des logements anciens chauffés à l'électricité.
- 331 - 450 classe F. Des logements anciens généralement construits entre 1948 et 1975. Les économies réalisables sont très importantes, le rendement économique (retour sur investissement) est évident.
- 451 et plus classe G

Le classement pour les bâtiments tertiaires (non explicité dans cet article) descend jusqu'à G également mais avec des variantes d'échelles selon le type de bâtiments. Le dégradé en émissions de gaz à effet de serre (GES) peut différer selon l'énergie. Par exemple : le bois a un impact faible en analyse du cycle de vie (13 gCO2éq/kWh) ; le gaz naturel (234 gCO2éq/kWh) a un impact plus faible que le fioul domestique (300 gCO2éq/kWh). 
La réforme du DPE appliquée à partir du 1er juillet 2021 modifie les seuils de passage entre ces classes et y introduit la prise en compte des émissions de CO2. Les nouvelles classes sont définies de la façon suivante (entre énergie primaire et émissions de CO2, la classe la plus défavorable est conservée):
- Classe A : moins de 70 kWh/m2/an et de 6 kgCO2/m2/an
- Classe B : 70 à 110 kWh/m2/an et 6 à 10 kgCO2/m2/an
- Classe C : 110 à 180 kWh/m2/an et 11 à 29 kgCO2/m2/an
- Classe D : 180 à 250 kWh/m2/an et 30 à 49 kgCO2/m2/an
- Classe E : 250 à 330 kWh/m2/an et 50 à 69 kgCO2/m2/an
- Classe F : 330 à 420 kWh/m2/an et 70 à 99 kgCO2/m2/an
- Classe G : plus de 420 kWh/m2/an et plus de 99 kgCO2/m2/an

Les classes G, F et E sont considérées comme des « passoires énergétiques » et seront interdites à la location respectivement en 2025, 2028 et 2034. Depuis 2022, un gel des loyers est également imposé pour les logements classés F et G. Au début de 2021, le nombre de ces derniers était estimé à 4,8 millions. À partir du 1er juillet 2021, le DPE devient opposable : l'occupant du logement peut refaire un diagnostic et se retourner contre le propriétaire du bien qu'il loue, ou le propriétaire du bien qu'il a acheté, pour demander une compensation.

#### Données clés
Le diagnostic doit être une véritable investigation du technicien chargé du DPE, devant porter sur les éléments : 
- Mur : la nature de la construction : brique pleine (simple ou double), brique creuse, bloc de béton creux (parpaing), béton cellulaire, pans de bois, béton banché, etc. Son épaisseur, s'il est ou non isolé et s'il l'est la résistance thermique de l'isolant ou à défaut son épaisseur ou à défaut l'année à laquelle a été effectuée l'isolation.
- Plafond : Nature du plafond (dalle béton, hourdi, plaques de plâtre, etc), sur quel type de local il donne (local chauffé, combles perdus, terrasse, etc.), s'il est isolé ou non et, s'il l'est, la résistance thermique de l'isolant en place, ou à défaut son épaisseur, ou à défaut l'année à laquelle a été effectué l'isolation.
- Menuiseries : simple ou double vitrage, bois, alu, PVC, en double fenêtre, présence ou non de protection solaire (volets), masque homogène ou non, etc.
- Plancher bas : nature du plancher (dalle béton, hourdi avec entrevous isolants ou non, isolant sous la chape ou non) et sur quoi il donne : sur terre plein, sur vide sanitaire, sur local chauffé / non chauffé.
- Descriptif des ponts thermiques (5 types de ponts thermiques sont pris en compte en DPE) : mur/plancher bas, mur/plancher haut, mur/plancher intermédiaire, mur/refend et mur/menuiserie.
- Système de chauffage et de production d'eau chaude sanitaire (ECS) : chaudière (gaz, fioul, électrique ou bois), PAC (air/air, air/eau, eau/eau, etc.), poêle/insert, cheminée à foyer ouvert, système électrique à effet joule direct (tel que: convecteurs, panneaux rayonnants, etc.). Également le cas échéant le système de refroidissement des locaux.
- Ventilation : simple flux autoréglable, simple flux hygroréglable de type A ou B, double flux avec ou sans échangeur, puits canadien, ventilation hybride, etc.

#### Recommandations d'amélioration énergétique
- Nouvelle consommation : cette mesure réduit la consommation de x % par rapport à l'état initial (ou successifs).
- Investissement : une estimation.
- Économies[14] : traduction en euro de la nouvelle consommation (pour les logements individuels à la vente uniquement).
- Rapidité du retour sur investissement : indication (pour les logements individuels à la vente uniquement).
- Crédit d'impôt : peut être de 30 % (pour l'isolation ou l'installation d'un système de chauffage performant) selon les mesures.
- Pour les personnes au revenu modeste, le Pacte Énergie Solidarité[15] permet d'isoler 70 m2 de combles pour seulement 1 €.

Des explications peuvent être nécessaires sur l'addition des mesures et les nouvelles consommations, car si le remplacement de la chaudière en exemple réduit la consommation de 23,8 %, l'isolation de la toiture permet d'améliorer l'efficacité de 25 % (sur l'ensemble des pertes) ; l'addition des deux mesures permet une amélioration de 42,8 % et non 48,8 %.

### Cadre juridique en France

#### Origine et évolution
Il est issu de l'application de la directive sur la performance énergétique des bâtiments (2002/91/EG), votée en application du protocole de Kyoto par l'Union européenne. Sa transposition dans la loi française est terminée (loi du 13 juillet 2005 et décret du 14 septembre 2006). Elle est en vigueur depuis le 1er novembre 2006. De nouveaux arrêtés sont signés en 2012 pour relancer et généraliser le DPE dans le secteur public comme privé.
Le DPE est réformé en 2021, prévoyant notamment l'opposabilité du diagnostic par les locataires, une homogénéisation des modes de calcul, l'affichage obligatoire dans les annonces immobilières. En devenant la référence de plusieurs dispositions légales et réglementaires, il se fait plus complet et objectif. La méthode dite « sur facture » n'est alors plus admise.
Le DPE s'appuie désormais uniquement sur les caractéristiques physiques du logement comme « le bâti, la qualité de l'isolation, le type de fenêtres ou le système de chauffage », et utilise des données d'entrée voulues plus fiables ; la nouvelle méthode intègre de nouveaux paramètres : « consommations énergétiques en matière d'éclairage et d'auxiliaires, mise à jour des scenarios météorologiques, prise en compte des équipements les plus récents, calcul thermique amélioré ». L'étiquette énergétique est complétée par un indicateur de production de CO2, ainsi qu'une estimation du montant moyen des factures énergétiques du logement, des recommandations en termes d'actions de rénovation énergétique à entreprendre en priorité et des scénarios de travaux. Les seuils des classes A à G ont été revus pour prendre en compte la production de CO2.
Ces nouveaux seuils entrainent, d'après le ministère, la sortie des catégories F et G (subissant un gel de loyers dès 2022) pour 800 000 logements, dont 600 000 chauffés à l'électricité et 200 000 à la biomasse (bois, principalement) ; à l'inverse, 800 000 logements y entrent avec le nouveau DPE : 600 000 chauffés au fioul et 200 000 au gaz ; le nombre des logements classés F et G reste donc stable, à 4,8 millions. Près de 80 % des logements chauffés à l'électricité actuellement classés F et G le resteront après la réforme,.

#### Établissements d'un DPE
Il doit être fait par un diagnostiqueur certifié (personnellement et non son entreprise) par un organisme accrédité depuis le 1er novembre 2007.
Celui-ci doit : 
- présenter des garanties de compétence et disposer d'une organisation et de moyens appropriés ;
- avoir souscrit une assurance permettant de couvrir les conséquences d'un engagement de sa responsabilité en raison de ses interventions ;
- n'avoir aucun lien de nature à porter atteinte à son impartialité et à son indépendance.

Il faut 30 à 120 minutes pour le réaliser de manière correcte, selon la surface/volume du bien à expertiser, le nombre de pièces et l'accès aux informations. La personne qui fait le diagnostic engage sa responsabilité. On observe une plus grande concentration des valeurs de DPE juste en dessous du seuil D➜E et du seuil E➜ que dans toutes les autres tranches, ce qui pourrait s'expliquer par l'ajustement à la baisse d'un diagnostic en valeur limite pour gagner un cran sur l'échelle des étiquettes, seule marquante pour le client.

#### Obligations et incitations à la rénovation
Depuis le 1er novembre 2006, le DPE doit être fourni par le vendeur immobilier pour les ventes de bâtiments existants, et pour des logements dont le permis de construire a été déposé après le 1er juillet 2007 pour les locations et les bâtiments neufs. Depuis le 1er janvier 2011, à la suite de la loi Grenelle 2, l'affichage du diagnostic de performance énergétique (DPE) est également obligatoire sur les annonces immobilières de particuliers et de professionnels lors de la vente ou la location d'un logement.
Pour les bâtiments recevant du public de plus de 1000 m2 (souvent des ERP de catégorie 1 à 4), il y a obligation d'affichage à partir du 1er janvier 2008. Sauf pour les bâtiments non chauffés, les lieux de culte, les monuments historiques, les bâtiments individuels dont la surface hors œuvre brute est inférieure à 50 m² et les bâtiments temporaires (utilisation de moins de 24 mois).
Les logements de classes G, F et E, considérées comme « passoires énergétiques » seront interdites à la location respectivement en 2025, 2028 et 2034.
Depuis 2022, un gel des loyers est également imposé pour les logements classés F et G. D 2021, le nombre de ces derniers était estimé à 4,8 millions. Au 1er juillet 2021, le DPE devient opposable : l'occupant du logement peut refaire un diagnostic et se retourner contre le propriétaire du bien qu'il loue, ou le propriétaire du bien qu'il a acheté, pour demander une compensation.

#### Relance à la suite du Grenelle de l'environnement
Les discussions du Grenelle ont favorisé la reconnaissance du DPE à travers les COMOP relatifs aux bâtiments existants et neufs alors que les diagnostics collectifs confirment l'archaïsme du parc immobilier français comme celui de Paris[réf. nécessaire].
Pour répondre aux recommandations, le décret n° 2008-461 du 15/05/2008 renforce l'obligation du DPE. Quatre arrêtés confirment les nouvelles obligations en vue d'une généralisation du DPE qui devient l'outil technique et pédagogique indispensable d'une « meilleure performance énergétique possible ».
Selon un communiqué du Premier ministre, 

« Un premier arrêté prévoit l'obligation de réaliser un diagnostic de performance énergétique (DPE) pour les bâtiments neufs dont le permis de construire a été déposé après le 1er juillet 2007. Le DPE a déjà été rendu exigible pour les ventes de biens immobiliers depuis le 1er novembre 2006, et pour les locations de logements depuis le 1er juillet 2007. 
Un deuxième arrêté dispose que les gestionnaires des bâtiments publics importants devront désormais afficher le DPE dans le hall d'accueil du bâtiment. Cet affichage vise à sensibiliser le public, les occupants et le gestionnaire sur les consommations énergétiques et les émissions de gaz à effet de serre ainsi que sur les mesures d'économies d'énergie à prendre, notamment lors des périodes d'inoccupation. (...)
Un troisième arrêté prescrit la réalisation systématique, pour les bâtiments neufs de plus de 1 000 m2, d'une étude de faisabilité de diverses solutions d'approvisionnement en énergie de leur projet, avant le dépôt de la demande de permis de construire. L'objectif de cette étude est de fournir au maître d'ouvrage tous les éléments d'appréciation lui permettant de choisir le système énergétique le plus adapté.
Un quatrième arrêté, qui sera prochainement publié au Journal officiel, fixe des objectifs de performance énergétique à atteindre lors de travaux importants de rénovation thermique. Objectif de cette nouvelle réglementation : profiter de la réalisation de travaux très lourds pour ramener les performances énergétiques des bâtiments au meilleur niveau, grâce en particulier à l'utilisation des meilleurs équipements et techniques possibles. »

### Débats sur la fiabilité du DPE
Comme tout nouveau système de certification, on constate des abus qui imposent la prudence dans le choix du prestataire. Sur 15 contre-expertises réalisées au printemps 2008 par l'Afnor Certification en matière de DPE, Union fédérale des consommateurs-Que Choisir a constaté 8 erreurs de classement. « Ces obligations censées sécuriser la transaction de vente se trouvent avoir l'effet inverse, déclare Alain Bazot, président de l'UFC-Que choisir. L'acquéreur est trompé sur les caractéristiques du bien. Et le vendeur, qui a payé les diagnostics, peut voir sa responsabilité engagée et être obligé d'annuler la vente. » La fiabilité du DPE est remise en cause par des différences de résultat constatées sur le terrain pour un même bien, dénonçait l'UFC-Que Choisir en 2011, et différents blogs francophones spécialisés en immobilier qui relayent les faiblesses du diagnostic de performance énergétique.
L'association UFC-Que Choisir pointe, à travers plusieurs enquêtes, des problèmes de fiabilité autour du DPE. Elle critique également le fait que certaines recommandations seraient absurdes, en prenant pour exemple le conseil d'un installateur de poser un chauffe-eau solaire sur une maison qui en était déjà équipée. Par ailleurs, d'après Que Choisir, pour une même maison, les diagnostiqueurs pourraient établir des résultats bien différents.
Après la réforme du DPE qui le rend opposable et obligatoire pour toute transaction, et modifie ses modes de calcul, son importance pour les achats, ventes et locations immobilières s'accroit, notamment du fait de l'interdiction progressive de louer des passoires énergétiques. Ces changements sont à nouveau accompagnés de graves et fréquents dysfonctionnements, confirmés par plusieurs études et enquêtes. En 2023, le gouvernement annonce une modification dans l'année du décret encadrant les DPE, ainsi qu'une harmonisation et un durcissement des formations (initiale et continue) des diagnostiqueurs. Le ministre chargé du logement présente le 4 avril la feuille de route d'amélioration de la qualité du DPE, à la demande même des syndicats de diagnostiqueurs. Le 13 avril 2023, une commission d'enquête sur la rénovation énergétique, au Sénat, auditionne des représentants de quatre organisations professionnelles de diagnostiqueurs immobiliers, qui tous plaident pour une réglementation et réorganisation de la profession afin de faire cesser les abus de professionnels peu scrupuleux, avec par exemple la création d'un diplôme national et d'une carte professionnelle.
Une étude du Conseil d'analyse économique sur la fiabilité du DPE mesure l'écart entre consommation réelle et consommation théorique DPE : alors que la consommation théorique des logements classés G est supérieure de 560 % par rapport aux logements AB, leur consommation réelle les dépasse seulement de 86 %. Cet écart s'explique par des biais propres au calcul du DPE, mais aussi par un effet comportemental (effet rebond) : lorsqu'un ménage améliore l'isolation de son logement, il a tendance à augmenter sa température moyenne. On surestime ainsi les économies d'énergie réalisées après une rénovation énergétique. Selon le CAE, l'ajustement comportemental explique les deux tiers de l'écart. L'étude montre par ailleurs que les logements de moins de 30 m2 ont en moyenne une consommation réelle nettement supérieure à leur consommation prédite, contrairement aux affirmations des professionnels de l'immobilier selon lesquels le DPE pénalise les petites surfaces. Les caractéristiques sociodémographiques (âge, revenu, composition du ménage) représentent 45 % de la variance totale, autrement dit : la consommation des ménages dépend autant des revenus que de l'étiquette DPE. Les ménages les plus aisés ont une consommation largement supérieure à la prédiction, alors que la consommation réelle des ménages les plus modestes est inférieure.
Un rapport de la Cour des comptes de mai 2025 constate qu'alors que le DPE devenait central pour l’immobilier, les gouvernements se sont « assez peu préoccupé de sa fiabilité », passant « à côté d’anomalies pourtant évidentes et qu’il convenait de corriger. » Le rapport pointe du doigt le fait que la nouvelle méthode de calcul dite « 3CL-DPE 2021 » imposée aux diagnostiqueurs à partir de juillet 2021, reste « une boîte noire pour nombre de professionnels, y compris pour la Direction de l’habitat, de l’urbanisme et des paysages (DHUP) et l’Agence de la transition écologique (Ademe), pourtant censées le maîtriser ». Pierre Moscovici, premier président de la Cour des comptes, « salue les avancées en matière de fiabilisation du DPE, même si ces efforts doivent être poursuivis » et reconnait que « les exigences de compétence des diagnostiqueurs immobiliers ont été considérablement renforcées ». La Cour des comptes demande que soit levée l'incertitude sur le fait de savoir si seuls les nouveaux baux sont concernés par les interdictions de locations qui s'imposent depuis le 1er janvier 2025 aux logements G, ou si ceux en cours le sont également. L'articulation entre le DPE individuel et le DPE collectif de la copropriété doit être précisée. Et surtout le contrôle de la filière par l'État doit être amélioré, car parmi les organismes tiers privés chargés de vérifier que les diagnostiqueurs disposent bien des compétences pour exercer leur métier, beaucoup ont des liens structurels ou financiers avec des organismes de formation.

### Conséquences économiques et sur le marché locatif
L’une des premières conséquences économiques de l’interdiction à venir de louer des logements classés passoires thermiques est de pousser leurs propriétaires à les mettre en vente. En effet, selon Que choisir, la nécessité pour les propriétaires de se lancer dans des travaux de rénovation énergétique d’ampleur ou à se soumettre dès 2022 à un audit énergétique pour vendre son bien classé F ou G « n’a pas l’air de séduire grand monde. » Selon un sondage auprès de professionnels commandé par la Fédération nationale de l'immobilier (Fnaim) en 2022, seulement 32 % des propriétaires de logements F et G choisissent de le rénover, et 26 % de le vendre.
Le nombre de logements mal classés proposés à la vente a ainsi bondi dans de nombreuses grandes villes entre septembre 2020 et octobre 2021, de 74 % à Rennes, 72 % à Paris, 70 % à Nantes, 66 % au Havre, 43 % à Toulouse et Lyon, 41 % à Lille. En 2021, 150 000 « passoires thermiques » ont été mises en vente sur le site SeLoger, en augmentation de 8 % sur un an. Sur Bien’Ici, les ventes de biens classés F et G ont doublé voire triplé selon les régions entre les printemps 2021 et 2022.
Cette brusque augmentation des ventes a pour effet pour les propriétaires de faire baisser le prix de vente de leurs biens et de diminuer l’offre locative.
Pour de nombreux propriétaires qui se sont déjà endettés pour acheter leur bien, il peut aussi être difficile d’engager de nouvelles dépenses. Ceci d’autant plus que pour bénéficier des aides à la rénovation, les possesseurs des biens doivent faire appel à une entreprise ayant le label Reconnu garant de l'environnement (RGE), mais seules 15 % des 200 000 entreprises du secteur possèdent ce label.
France Stratégie estime à 20 ans la durée nécessaire pour rentabiliser la rénovation en vue d'atteindre la note C pour 36 % du parc privé (7,9 millions d’habitations),.

#### Diminution du marché locatif
Alors que le marché de l’immobilier locatif est sous tension, avec une offre de biens qui diminue et une demande qui augmente d’année en année, la réglementation sur le diagnostic de performance énergétique (DPE) risque d'aggraver ce déficit. 140 000 logements sont ainsi concernés dès 2023, le rythme global de rénovation étant seulement de 70 000 logements par an. Selon Le Journal du dimanche, faute de moyens financiers et humains pour les rénover à temps, de nombreux biens risquent d’être retirés du marché locatif ou continueront d’être loués en dépit des interdictions. Dans les métropoles où le parc locatif est très concurrentiel, ces logements bientôt interdits à la location seront potentiellement retirés du marché sans solution de remplacement. Un phénomène qui risque, selon Libération, de pénaliser en premier lieu les personnes à faibles revenus.
En septembre 2023, une enquête de Seloger révèle que le nombre de biens disponibles sur le marché de la location a baissé d'environ 18% dans les grandes villes, principalement du fait des taux d'intérêt élevés et des restrictions d'accès au crédit. Dans des villes comme Rennes et Paris, le nombre de biens à louer a chuté respectivement de 42,9 % et 38,2 % en un an. Sur la même période, le marché perd aussi 33,9 % de ses annonces de biens à louer à Nice ainsi que 15,8 % à Marseille et Bordeaux. Cette diminution touche particulièrement les étudiants à la recherche de logement pour la rentrée scolaire ainsi que les saisonniers. Du fait ce contexte de crise de l'offre locative, le gouvernement Macron envisage en 2023 un report de la mesure d'interdiction de location de passoires thermiques.
En mai 2025, un rapport de la Cour de comptes reproche au gouvernement Castex, sans le nommer, d’avoir réformé le DPE en 2021, en augmentant son importance et en l’adossant à une interdiction de louer- sans prendre la mesure des conséquences de telles décisions. Selon le rapport « aucune étude d’impact globale préalable n’a été réalisée par l’administration sur les effets de la réforme de la transformation législative du DPE en 2021 ». Le rapport, reprenant une étude de Se Loger, avance qu’entre mi-2021 et mi-2023, le stock de biens à louer aurait baissé de 22 % pour les logements classés de A à D (les mieux notés), et diminuait de 33 % pour les logements classés F et G. Ces retraits du marché de la location ont aggravé pour les Français la recherche déjà difficile  de biens à louer.

### Mesures d'optimisation
En février 2024, le ministre de la Transition énergétique Christophe Béchu annonce un nouveau mode de calcul du DPE (coefficient de pondération sur la production d'eau chaude) pour les biens de moins de 40 m2, qui selon lui, permettra de sortir 140 000 logements de la catégorie des passoires thermiques. D'autre part, l'interdiction à la relocation des passoires thermiques dans les copropriétés qui ont voté des travaux de rénovation énergétique sera suspendue pendant deux ans à compter de la date du vote, et le propriétaire sera protégé lorsqu'il ne peut pas réaliser les travaux dans sa passoire thermique parce que son locataire refuse un congé pour travaux. Enfin, le label RGE sera rendu gratuit pour les artisans afin de faciliter l'acquisition de ce label obligatoire pour l'obtention de l'aide MaPrimeRénov'.

## Mise en œuvre dans d'autres pays européens
L'application de la directive européenne installant le DPE était prévue pour le 4 janvier 2006. Beaucoup de pays ont pris un retard dans la transposition. Cela s'explique par l'ampleur des diagnostics à réaliser, la formation des personnes, la disponibilité des outils de calcul, etc.

### Allemagne
En Allemagne, une version antérieure existe depuis 2002, la transposition de la directive DPE est décidée le 26 juin 2007 et entre en vigueur en 2007 et 2008,,,.

### Belgique
La performance énergétique des bâtiments (PEB) et le certificat associé est l'équivalent belge du DPE pour la partie wallonne et Bruxelles, le code étant différent pour la Flandres, où l'on parle de certificat de prestation énergétique (EPC).

### Italie
L'Italie demande depuis 2005 la certification des bâtiments au travers de certificat de performance énergétique (en).

### Royaume-Uni
Le Royaume-Uni applique depuis 2004 les inspections et certificats de performance énergétique des bâtiments (en).

## Dans le reste du monde

### Canada
Au Canada, l'efficacité énergétique des bâtiments est évaluée au moyens d'outils mis à disposition par les pouvoirs publics, dans le cadre d'une proposition globale de normes et méthodes de construction et rénovation des bâtiments.

### Législation
Europe :
- Directive 2010/31/EU

France :
- Code de la construction et de l'habitation
  - Livre Ier : Dispositions générales : Articles L.126-26 et suivants ; R.126-15 et suivants
  - Livre II : Statut des constructeurs : Articles L.271-4 et suivants
- Décret n 2012-1530 du 28 décembre 2012 relatif aux caractéristiques thermiques et à la performance énergétique des constructions de bâtiments NOR : ETLL1240559D
- Arrêté du 20 juillet 2011 portant approbation de la méthode de calcul Th-B-C-E prévue aux articles 4, 5 et 6 de l'arrêté du 26 octobre 2010 relatif aux caractéristiques thermiques et aux exigences de performance énergétique des bâtiments nouveaux et des parties nouvelles de bâtiments
- Legifrance.gouv.fr - Obligation de mention de l'étiquette DPE dans les annonces immobilières

### Autres liens externes
- [PDF] Maquette pour le diagnostic des logements à chauffage individuel DPE au ministère du logement
- Diagnostic de performance énergétique, sur le site service-public.fr
- Réglementation thermique « RT 2005 »
- (de) Allemagne EnEV2005, EnEV2007, Energiepass (source : dena gmbH)